# Тишлар, Виктор
Виктор «Вики» Тишлар (сербохорв. Виктор „Вики” Тишлар, словен. Viktor «Viki» Tišlar; 30 ноября 1941, Есенице — 19 сентября 2013, там же) — югославский хоккеист и хоккейный тренер. Играл на позиции нападающего, хотя также выступал и как защитник.

## Биография
Выступал значительную часть карьеры за клуб «Акрони Есенице», в составе которого выиграл 12 раз титул чемпиона Югославии. Всего в Югославской хоккейной лиге он провёл 302 игры и забросил 291 шайбу. В 1961, 1964, 1970 и 1972 годах он был признан лучшим бомбардиром чемпионата страны. Виктор Тишлар является обладателем двух национальных рекордов: в матче 1959 года против клуба «Сегеста» он забросил 11 шайб (победа 46:1), а в матче против «Любляны» забросил сразу три шайбы в течение 9 секунд игрового времени в ворота Антона Гале. Рекорд в 11 шайб не был побит ни в Сербии, ни в Словении с 1959 года.
В 1966 году он перешёл в немецкий «Айнтрахт», где играл на позиции защитника. Некоторое время выступал в ЮАР, а затем перебрался в НХЛ, где в сезоне 1968/1969 числился игроком «Лос-Анджелес Кингз». В АХЛ он представлял фарм-клуб «Спрингфилд Кингз», однако вместе с Албином Фелцом сыграл товарищеский матч за клуб «Сент-Луис Блюз». Некоторое время играл в Италии, затем в люблянской «Олимпии». В 1977 году провёл последний сезон за «Акрони Есенице». Всего он провёл за карьеру 801 игру и отметился 719 очками (350 голов). За сборную Югославии он сыграл 175 матчей, набрав 140 очков (81 шайба, 59 голевых передач). Выступил на 13 чемпионатах мира и на трёх Олимпиадах в Инсбруке (1964), Гренобле (1968) и Саппоро (1972).
По окончании игровой карьеры был тренером клуба «Есенице Млади».